# Where's Poppa?
Where's Poppa? (bra Como Livrar-Me de Mamãe...) é um filme americano de 1970, do gênero comédia, dirigido por Carl Reiner, com roteiro de Robert Klane baseado em seu romance homônimo.
Estrelado por George Segal, Ron Leibman e Ruth Gordon, conta a história da conturbada relação entre um advogado (Segal) e sua mãe (Gordon). 

## Elenco
- George Segal.....Gordon Hocheiser
- Ruth Gordon.....Mrs. Hocheiser
- Ron Leibman.....Sidney Hocheiser
- Rae Allen.....Gladys Hocheiser
- Vincent Gardenia.....Treinador Williams
- Barnard Hughes.....Coronel Warren J. Hendricks
- Michael McGuire.....advogado do Exército
- Garrett Morris.....Garrett
- Trish Van Devere.....Louise Callan
- Rob Reiner.....Roger
- Paul Sorvino
- Arnold Williams.....Arnold

## Prêmios e indicações
| Ano  | Prêmio                         | Resultado | Categoria                                  | Destinatário     |
| ---- | ------------------------------ | --------- | ------------------------------------------ | ---------------- |
| 1971 | Laurel Awards                  | Indicado  | Estrela Feminina[carece de fontes?]        | Trish Van Devere |
| 1971 | Writers Guild of America Award | Indicado  | Melhor Comédia Adaptada[carece de fontes?] | Robert Klane     |